# 1725
سنة 1725 هي سنة بسيطة بدأت يوم الاثنين حسب التقويم الغريغوري، ويوم الجمعة حسب التقويم اليولياني الأقصر بأحد عشر يوما.

## أحداث
- نهاية حرب الأب رال في 15 ديسمبر 1725 والتي بدأت في 25 يوليو 1722.

## مواليد
- جاكومو كازانوفا
- جوزيف كونيو
- صالح باي

## وفيات
- ألساندرو سكارلاتي
- بطرس الأكبر
- جوزيبي فيردي
- موشي بن عطار، تاجر ودبلوماسي يهودي مغربي.
- سعود بن محمد آل مقرن